# Антипапа
Антипапа е термин, с който в католическата религия се означава носител на званието папа, който не е признат от цялата католическа общност. Обикновено въпросът за това кой от претендентите за папския престол е законния папа и кой антипапата, се решава след „победата“ на привържениците на единия или другия. Най-често за законен папа се смята този в Рим (или в друга официална папска столица). Относно някои претенденти спорът не е решен.
Счита се, че първият антипапа е св. Иполит (III в.), а последният – Феликс V (1440 – 1449). Наличието на двама папи е възможно при сериозен разкол в Църквата, а при най-сериозния, Великата западна схизма (1378 – 1417 г.), са трима – в Рим, Авиньон и Пиза.
Към антипапите могат да бъдат (и са) причислявани понтифи, чието управление е смятано за „мрачно и позорно“. Така например законният папа Йоан XXIII е причислен към антипапите, тъй като извършва неизброим ред престъпления на папския трон.

## Списък на антипапи
Антипапи са:
- Св. Иполит Римски – 214 г.
- Св. Новациан – 251 г.
- Феликс II – 355 г.
- Урсин (антипапа) – 366 г.
- Евлалий – 418 г.
- Лаврентий – 498 – 505 г.
- Диоскор – 530 г.
- Теодор – 686 г.
- Паскалий – 687 г.
- Константин II – 767 г.
- Филип – 768 г.
- Йоан – 844 г.
- Анастасий Библиотекар – 855 г.
- Христофор – 903 г.
- Бонифаций VII – 974 г.
- Йоан XVI – 997 г.
- Григорий – 1012 г.
- Бенедикт X – 1058 г.
- Хонорий II – 1061 г.
- Климент III – 1080 г.
- Теодорих – 1100 г.
- Алберт – 1102 г.
- Силвестър IV – 1105 г.
- Григорий VIII – 1118 г.
- Целестин II – 1124 г.

| Портрет | Папско име                                     | Светско име                                     | Начало на понтификат | Край на понтификат  | В опозиция на                                       | Бележки |
| ------- | ---------------------------------------------- | ----------------------------------------------- | -------------------- | ------------------- | --------------------------------------------------- | --- |
|         | Анаклет II Papa Anacletus Secundus             | Пиетро Пиерлеони                                | 1130                 | 1138                | Инокентий II                                        | *** |
|         | Виктор IV Papa Victoriis Quintus               | Грегорио Конти                                  | 1138                 | 1138                | Инокентий II                                        | *** |
|         | Виктор IV Papa Victorius Quatrus               | Отавиано дей Крешенци или Отавиани ди Монтичели | 1159                 | 1159                | Александър III                                      | Кандидат на Фридрих I Барбароса за папски конклав в 1159. Взема името Виктор IV, защото не признава краткото управления на предходния антипапа Виктор. |
|         | Паскал III Papa Pascalus Tertius               | Гуидо ди Крема                                  | 1164                 | 20 септември 1168   | Александър III                                      | Избран под влиянието на император Фридрих I Барбароса, канонизира Карл Велики                                                                          |
|         | Каликст III Papa Callixtus Tertius             | Джовани ди Струма                               | септември 1168       | 29 август 1178      | Александър III                                      | Подвластен на германския император Фридрих I Барбароса. С преклонението на императора пред папа Александър III, Каликст се отказва от претенции        |
|         | Инокентий III Papa Innocentius Tertius         | Ланцо ди Сеза                                   | 29 септември 1179    | януари 1180         | Александър III                                      | Прогонва папа Александър III от Рим; провъзгласява се за папа с подкрепата на Фридрих I Барбароса                                                      |
|         | Николай V Papa Nicolaus Quintus                | Пиетро Рейнолдучи                               | 21 май 1328          | 16 октомври 1333    | Йоан XXII                                           | Провъзгласен за папа от император Лудвиг Баварски. Коронован в Рим. Намразен от духовенството, моли Йоан XXII за прошка и убежище                      |
|         | Климент VII Papa Clemens Septimus              | Робер Женевски                                  | 20 септември 1378    | 16 септември 1394]] | Урбан VI, Бонифаций IX                              | Избран във втори конклав от група френски кардинали, недоволни от избора на Урбан VI                                                                   |
|         | Бенедикт XIII Papa Benedictus Tersimus Desimus | Педро Мартинез де Луна и Перез де Готор         | 11 октомври 1394     | 23 май 1423         | Бонифаций IX, Инокентий VII, Григорий XII, Мартин V | Прогонен от Авиньон в 1403 |
|         | Александър V Papa Alexandrus Quintus           | Петър Критски                                   | 26 юни 1409          | 3 май 1410          | Григорий XII; Бенедикт XIII                         | Избран на събора в Пиза; управлява с помощта на френския двор, в частност Луи, граф Анажуйски.                                                         |
|         | Йоан XXIII Papa Ioannes Vicesimus Tertius      | Балдазаре Коса                                  | 1410                 | 1415                | Григорий XII; Бенедикт XIII                         | Един от тримата папи управлявали в последните дни на Папската схизма; свален от власт и съден за престъпленията си                                     |
|         | Бенедикт XIV Papa Benedictus Quartus Decimus   | Бернард Гарниер                                 | 1424                 | 1429                | Мартин V                                            | Обявява се за наследник на Бенедикт 13; деня преди смъртта си избира четирима верни му кардинала; след смъртта му избират антипапа Климент VIII.       |
|         | Бенедикт XIV Papa Benedictus Quartus Decimus   | Жан Карие                                       | 1430                 | 1437                | Мартин V, Евгений IV                                | Самопровъзгласява се за папа; заловен от антипапа Климент VIII; умира в затвора                                                                        |
|         | Климент VIII Papa Clemens Octus                | Гил Санчез Муньоз и Карбон                      | 10 юни 1423          | 26 юли 1429         | Мартин V антипапа Бенедикт XIV (Жан Карие)          | Избран за наследник на антипапа Бенедикт XIV (Бернар Гарниер); използван в политическите интриги на арагонския кралски двор                            |
|         | Феликс V Papa Foelix Quintus                   | Амадей VIII ди Савоя                            | 5 ноември 1439       | 7 април 1449        | Евгений IV, Николай V                               | граф на Женева, херцог на Савоя, княз на Пиемонт. Основател на рицарския орден Мориц. Оттегля се и става кардинал на Женева.                           |